# Zamek w Hoszczy
Zamek w Hoszczy − wybudowany przez rodzinę Kierdejów-Hojskich, do których należały te ziemie.

## Historia
Zamek był jednym z okazalszych w tym czasie na Wołyniu. Późniejszymi właścicielami posiadłości były rodziny: Kisielów, Lenkiewiczów, Walewskich.

## Położenie, architektura
Pół wiorsty za miastem przy drodze do Tuczyna, po lewej stronie na górze nad rzeką Horyń, są jeszcze ślady okopów, fos i zamczyska, fundamentów z dzikiego kamienia, odłamki starych cegieł, co dowodzi, że był tu warowny zamek, murami i wałami opasany.